# Nacionalismo flamengo

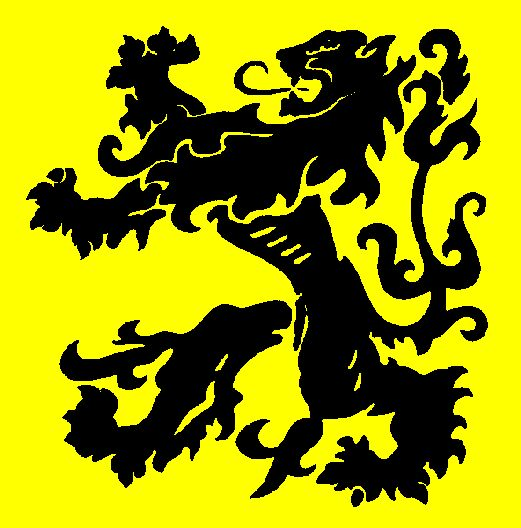
Bandeira de Flandres

O nacionalismo flamengo é um movimento político que visa à independência de Flandres, região mais rica da Bélgica, ocupando a porção norte do país, de expressão neerlandesa e cultura germânica, em contraposição à Valônia, parte restante do território belga, em que predominam o francês e a cultura latina.

Localização de Flandres na Bélgica

O nacionalismo flamengo tem recebido grande apoio na região, e sua aceitação é crescente. Os principais representantes do movimento nacionalista são os partidos políticos NV-A, de centro-direita, e Vlaams Belang, de direita.